# Art Bell
Arthur William "Art" Bell, III (n. 17 iunie 1945, Marine Corps Base Camp Lejeune⁠(d), Carolina de Nord, SUA – d. 13 aprilie 2018, Pahrump⁠(d), Comitatul Nye, Nevada, SUA) a fost un prezentator radio și autor american, cunoscut în primul rând ca unul dintre fondatorii și gazda originală a emisiunii radio Coast to Coast AM. De asemenea, el a creat și găzduit anterior o altă emisiune, Dreamland. Și-a anunțat semi-retragerea de la Coast to Coast AM în anul 2003, dar a fost gazda acestei emisiuni numeroase weekend-uri în următorii patru ani. Și-a anunțat retragerea sa de la emisiunile din weekend-uri la 1 iulie 2007, dar, ocazional, mai servește ca gazdă-invitat. Și-a motivat această ultimă retragere prin dorința sa de a petrece mai mult timp cu noua sa soție și cu fiica sa, născută la 30 mai 2007. El a adăugat că există posibilitatea de a reveni. Classic Bell a găzduit episoadele din Coast to Coast AM care au putut fi auzit în unele nopți de sâmbătă sub numele de Somewhere in Time.
Bell a fondat și a fost proprietarul original al stației de radio din Pahrump, Nevada, KNYE 95,1 FM.